# Ioan Munteanu
Ioan Munteanu (n. 23 iunie 1938 – d. 5 mai 2018) a fost un medic obstetrician român, membru de onoare (din 2004) al Academiei Române.

## Studii
- 1945-1951 - școala primară în comuna Igriș
- 1951-1955 - gimnaziul și studiile liceale în Timișoara , la Liceul "Victor Babeș".
- 1961- absolvirea Facultății de Medicină Generală din Timișoara, cu media 10 (zece).

## Activitate didactică și profesională
- 1958-1960 - extern prin concurs
- 1960-1961 - intern prin concurs
- 1961-1963 - secundar în specialitatea obstetrică-ginecologie
- 1963-1967 - preparator universitar
- 1967-1980 - asistent universitar la Disciplina Obstetrică-Ginecologie
- 1966 - medic specialist obstetrică-ginecologie
- 1972 – obținerea titlului de DOCTOR ÎN MEDICINA cu teza: "UTERUL CICATRICEAL DUPĂ CEZARIANA, CERCETARI CLINICE, RADIOLOGICE ȘI EXPERIMENTALE"
- 1973 - medic primar obstetrică-ginecologie
- 1973 - curs de perfectionare la Clinica Giulesti (Bucuresti, Prof. Dr. P. Sarbu) in probleme de sterilitate- infertilitate.
- 1976 - perfecționare la Institutul Oncologic ( Cluj-Napoca , Prof. Dr. I. Chiricuta)
- 1978 - perfecționare la Center for Microsurgery Academic Hospital St. Rafael (Prof. Dr. J. Brosens), Leuven , Belgia
- 1985 – expert OMS pentru demografie in Grecia , Bulgaria si Portugalia
- 1987 – perfecționare la Barnes Hospital (Prof. R. Petrie), Washington University , St. Louis , SUA
- 1987 - perfecționare la Clinica de la Illinois University (Prof. L. Lindheimer), Chicago, SUA
- 1980-1990 - Șef de lucrari la Disciplina Obstetrică-Ginecologie
- 1980-1987 - Șeful Clinicii I de Obstetrică-Ginecologie
- din 1987 - Șeful Clinicii Universitare de Obstetrica-Ginecologie "Bega"
- din 1990 - Profesor la Universitatea de Medicină și Farmacie „Victor Babeș”, Timișoara

## Realizări în domeniul reproducerii umane asistate la Clinica Universitară de Obstetrică-Ginecologie "Bega"
- 1992 - Primele intervenții chirurgicale laparoscopice în ginecologie, în colaborare cu Clinica de Ginecologie din Heidelberg, Germania (Prof. Dr. G. Bastert);
- 1995 - REALIZAREA FERTILIZARII IN VITRO ȘI A EMBRIOTRANSFERULUI UMAN ÎN ROMÂNIA. ÎNFIINȚAREA ȘI ORGANIZAREA PRIMULUI CENTRU DE LAPAROSCOPIE, CHIRURGIE LAPAROSCOPICĂ ȘI FERTILIZARE IN VITRO DIN ROMÂNIA;
- 1996, februarie 6 – Nașterea primului copil conceput prin fertilizare in vitro in România ;
- 1996, martie 29 - Efectuarea primului embriotransfer la mamă purtătoare ;
- 1997 - Realizarea primelor sarcini multiple (gemelare și triple) prin fertilizare in vitro, în România ;
- 1998 – Nașterea primului copil prin fertilizare in vitro și embriotransfer la mama purtătoare;
- 1998 – Nașterea primilor tripleți obținuți prin fertilizare in vitro și embriotransfer;
- 1999 – organizarea Primului Congres Național de Reproducere Umană Asistată cu participare internațională, organizat sub inaltul Patronaj al Academiei Romane;
- 2001 – Nașterea primului copil prin fertilizare in vitro la o mamă de 50 de ani.